# DWG
DWG (от на английски: drawing – чертеж) e бинарен файлов формат, първоначално разработен от Майк Ридъл в края на 1970-те и впоследствие лицензиран от Autodesk през 1982 г. като основен за Autocad – един от най-разпространените универсални CAD продукти.